# Ewangelia Dzambazi
Ewangelia Dzambazi, gr. Ευαγγελία Τζαμπάζη (ur. 5 października 1960 w Seresie) – grecka przedsiębiorca, działaczka społeczna i sportowa, polityk, od 2004 do 2009 posłanka do Parlamentu Europejskiego.

## Życiorys
W 1981 uzyskała dyplom w zakresie marketingu, organizacji i zarządzania przedsiębiorstwami. Pracowała w Teatrze Narodowym Północnej Grecji (do 1996), w prywatnych przedsiębiorstwach, a w 2001 założyła własne przedsiębiorstwo dystrybuujące artykuły ortopedyczne.
Jako osoba niepełnosprawna zaangażowała się w działalność szeregu organizacji, m.in. Panhelleńskiego Stowarzyszenia Paraplegików, Krajowej Konfederacji Osób Niepełnosprawnych, Greckiej Federacji Osób z Ograniczeniami Ruchu. Wchodziła w skład kierowniczych organów tych zrzeszeń. Jako zawodniczka brała udział w zawodach pływackich osób niepełnosprawnych, w tym także na mistrzostwach świata i Europy. Działając w Greckim Komitecie Paraolimpijskim koordynowała jeden programów przygotowawczych do igrzysk paraolimpijskich w Atenach.
W 2004 została wybrana do Parlamentu Europejskiego z listy PASOK. W PE przystąpiła do frakcji socjalistycznej. Pracowała w Komisji Ochrony Środowiska Naturalnego, Zdrowia Publicznego i Bezpieczeństwa Żywności. W PE zasiadała do 2009.